# Black Visions Collective
 (septembre 2023).
La mise en forme du texte ne suit pas les recommandations de Wikipédia : il faut le « wikifier ».
Les points d'amélioration suivants sont les cas les plus fréquents. Le détail des points à revoir est peut-être précisé sur la page de discussion.
- Les titres sont pré-formatés par le logiciel. Ils ne sont ni en capitales, ni en gras.
- Le texte ne doit pas être écrit en capitales (les noms de famille non plus), ni en gras, ni en italique, ni en « petit »…
- Le gras n'est utilisé que pour surligner le titre de l'article dans l'introduction, une seule fois.
- L'italique est rarement utilisé : mots en langue étrangère, titres d'œuvres, noms de bateaux, etc.
- Les citations ne sont pas en italique mais en corps de texte normal. Elles sont entourées par des guillemets français : « et ».
- Les listes à puces sont à éviter, des paragraphes rédigés étant largement préférés. Les tableaux sont à réserver à la présentation de données structurées (résultats, etc.).
- Les appels de note de bas de page (petits chiffres en exposant, introduits par l'outil «  Source ») sont à placer entre la fin de phrase et le point final[comme ça].
- Les liens internes (vers d'autres articles de Wikipédia) sont à choisir avec parcimonie. Créez des liens vers des articles approfondissant le sujet. Les termes génériques sans rapport avec le sujet sont à éviter, ainsi que les répétitions de liens vers un même terme.
- Les liens externes sont à placer uniquement dans une section « Liens externes », à la fin de l'article. Ces liens sont à choisir avec parcimonie suivant les règles définies. Si un lien sert de source à l'article, son insertion dans le texte est à faire par les notes de bas de page.
- La présentation des références doit suivre les conventions bibliographiques. Il est recommandé d'utiliser les modèles {{Ouvrage}}, {{Chapitre}}, {{Article}}, {{Lien web}} et/ou {{Bibliographie}}. Le mode d'édition visuel peut mettre en forme automatiquement les références.
- Insérer une infobox (cadre d'informations à droite) n'est pas obligatoire pour parachever la mise en page.

Pour une aide détaillée, merci de consulter Aide:Wikification.
Si vous pensez que ces points ont été résolus, vous pouvez retirer ce bandeau et améliorer la mise en forme d'un autre article.
Black Visions Collective (BLVC) est une organisation à but non lucratif américaine œuvrant en faveur de la libération des Afro-Américains. Basée au Minnesota, elle fut fondée en décembre 2017,. Le groupe comporte beaucoup de membres issus des communautés transgenres et LGBTQ,,,,,. Active dans la région métropolitaine de Minneapolis-Saint Paul, BLVC est impliquée dans les manifestations Black Lives Matter. L'association fait pression pour qu'une partie du budget du Minneapolis Police Department soit redirigé vers des programmes qui soutiennent les jeunes sans-abri, les dépendants aux opioïdes et les personnes ayant des problèmes de santé mentale.
	En 2019, BLVC reçoit une subvention du Minneapolis Climate Action and Racial Equity Fund pour développer un panel de leaders en matière de justice environnementale composé de personnes issues des communautés afro-américaines et amérindiennes. Le fonds est créé grâce à un partenariat entre la ville de Minneapolis, la Minneapolis Foundation et la McKnight Foundation.
	En juin 2020, le Minnesota Freedom Fund recommande aux gens de faire un don au Black Visions Collective, entre autres organisations, après avoir reçu 20 millions de dollars dans la semaine suivant le meurtre de George Floyd.
	Le 30 mai 2020, la musicienne soudanaise-américaine Dua Saleh sort une chanson traitant de la brutalité policière, « body cast », et dont les bénéfices sont reversés au Black Visions Collective,. Le groupe Walk the Moon annonce le même jour qu'il doublera, jusqu'au seuil maximum de 4 000 $, les dons que les fans feront à l'organisation.